# Bund Deutscher Rassegeflügelzüchter

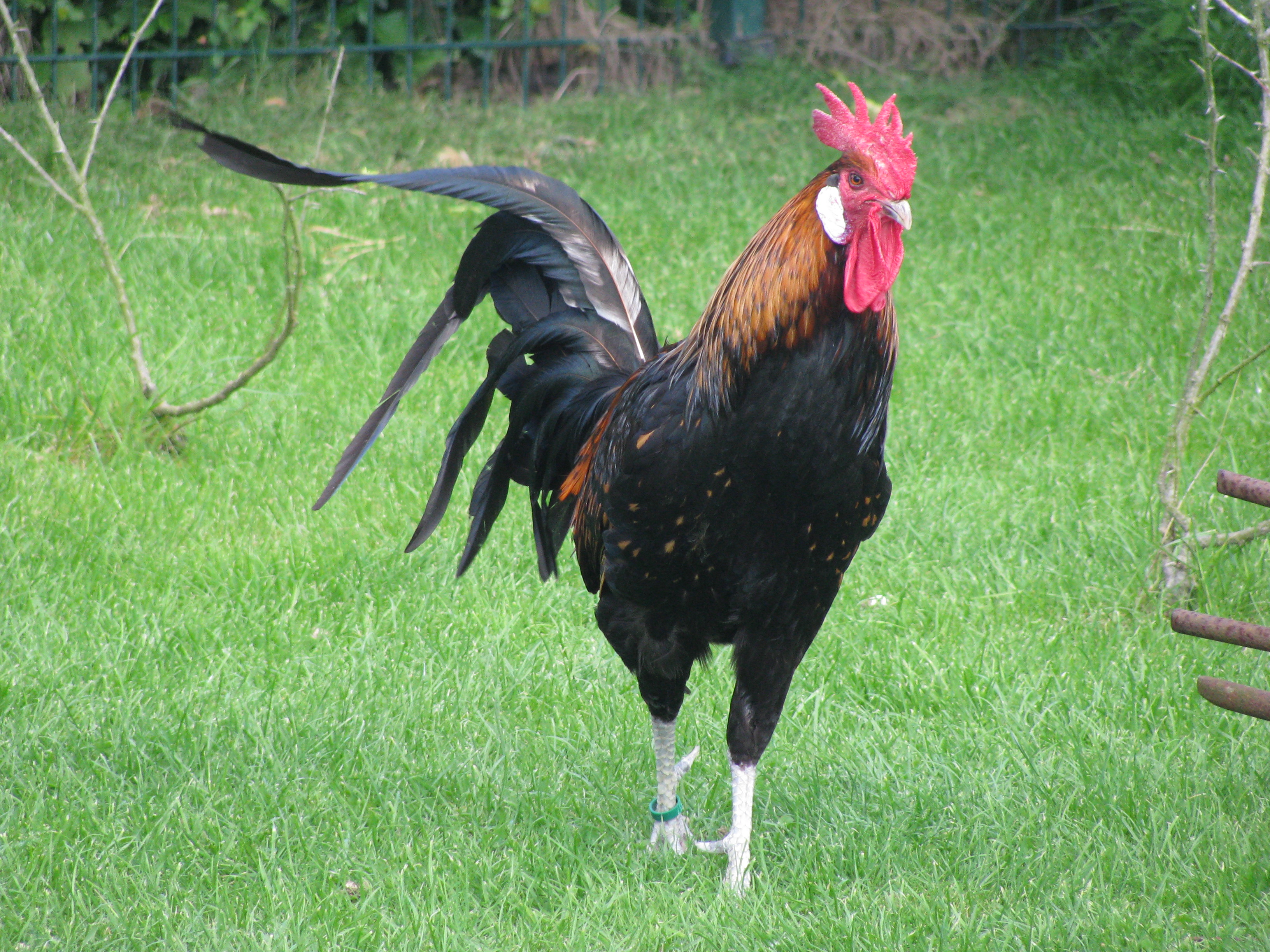
Le chanteur du Berg, race de poules reconnue comme la plus ancienne d'Allemagne.

Le Bund Deutscher Rassegeflügelzüchter (BDRG), ou fédération allemande des éleveurs de volaille de race, est une association de droit allemand fondée en 1881. Son siège est à Offenbach am Main. Cette fédération réunit plus de 180 000 membres dans 4 600 associations locales. C'est donc l'union d'éleveurs de volaille la plus importante en nombre du monde, dépassant l'American Poultry Association.